# Журавлина пісня

«Журавлина пісня» (башк. «Сиңрау торна») — перший башкирський балет на 2 дії композиторів Загіра Исмагилова і Льва Степанова. Лібрето Файзі Гаскарова. Лібрето для балету написано за мотивами башкирської народної легенди «Синрау торна».

## Історія
За основу балету було взято сюжет легенди «Синграу торна» , записаної у 1910 році музикантом К. Діяровим. У балеті, як і в казці, відбилось тотемне поклоніння башкирів.
Прем'єра балету відбулася сцені Башкирського державного театру опери та балету в 1944 році.
Склад постановки 1-ї редакції:
- балетмейстер: Ніна Анісімова;
- диригент: Хасбі Фазлуллін;
- сценограф: Галія Імашева.

Виконавці головних партій:
- Зайтунгуль — Зайтуна Насретдинова;
- Юмагул — Халяф Сафиуллин;
- Арсланбай — Файзи Гаскаров, Хашим Мустаев;
- Вожак журавлей — Нинель Юлтыева.[2]

## Автор лібрето
Лібрето балету «Журавлина пісня» написав відомий балетмейстер та хореограф Файзі Гаскаров на основі легенди про юнака і дівчину. Палко закоханим, їм прийшлось подолати всі труднощі долі, їм допомагають співвітчизники і природа рідного краю в образі журавлів. Головним виразним засобом балету є органічне поєднання класичного танцю з башкирським народним танцем, який містить елементи пантоміми, обрядів, народних ігор.

## Сучасність
Прем'єра нової сценографічної версії першого башкирського балету відбулася 23 травня 2017 року на відкритті XXI Международного фестивалю балетного мистецтва імені Рудольфа Нуреєва в Башкирському державному театрі опери та балету.